# Colnbrook with Poyle
Colnbrook with Poyle è un villaggio e parrocchia civile dell'Inghilterra, appartenente alla contea del Berkshire.